# Сада (Удмуртия)
Сада́ — село в Ярском районе Удмуртии, входит в состав Бачумовского сельского поселения.

## География
Село расположено на высоте 138 м над уровнем моря.

### Часовой пояс
Село Сада, как и вся Удмуртская Республика, находится в часовой зоне МСК+1. Смещение применяемого времени относительно UTC составляет +4:00.

## Население
| 2010 | 2012 |
| ---- | ---- |
| 16   | ↘15  |